# Pakotitanop
El pakotitanop (Pakotitanops latidentatus) és una espècie extinta de mamífer perissodàctil de la família dels brontotèrids que visqué al subcontinent indi durant l'Eocè mitjà. Se n'han trobat restes fòssils al Pakistan. Es tracta de l'única espècie del gènere Pakotitanops. Era un brontotèrid gros que tenia els ectolofs relativament poc desenvolupats. El nom genèric Pakotitanops és una combinació de «Pakistan» i el mot grec titanops, que l'autor del tàxon glossa com a 'mamífer gros', mentre que el nom específic latidentatus significa ‘de dents amples’ en llatí.